# Maxomys dollmani
Maxomys dollmani — вид пацюків (Rattini), ендемік Індонезії.

## Морфологічна характеристика
Довжина голови й тулуба від 145 до 175 мм, довжина хвоста від 180 до 221 мм, довжина лапи від 37 до 38 мм, довжина вух від 21 до 25 мм. Волосяний покрив м'який, щільний і без колючок. Верхні частини темно-коричнювато-помаранчеві, темніші вздовж голови і спини, а черевні частини сіруваті. Зовнішні частини ніг білуваті.Хвіст довший за голову і тулуб, дрібно вкритий волоссям, зверху коричнювато-сірий, знизу і кінцевій третині позбавлений пігменту.

## Середовище проживання
Мешкає в первинних вічнозелених гірських лісах на висоті від 1500 до 1830 метрів.

## Спосіб життя
Це наземний вид. Харчується фруктами, членистоногими, равликами та дрібними хребетними